# شبگرد واری
شبگرد واری (نام علمی: Caprimulgus centralasicus) نام یک گونه از تیره شبگردان است.